# Lengyel Intézetek

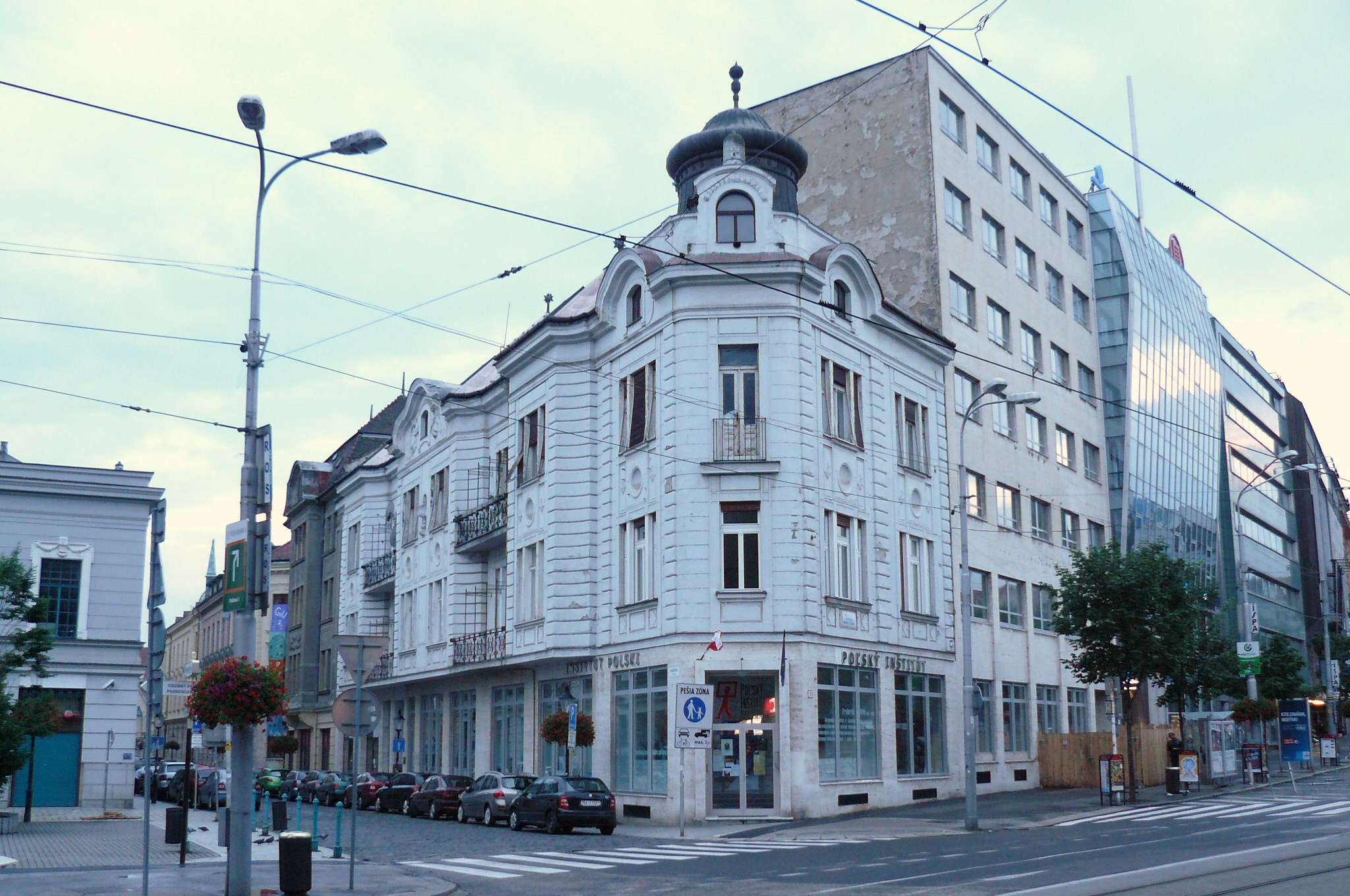
A pozsonyi Lengyel Intézet

A Lengyel Intézetek (lengyelül: Instytut Polski) Lengyelország hivatalos kulturális intézetei a világban. Céljuk a lengyel kultúra megismertetése és elismertségének erősítése, a lengyel történelem és örökség megértésének növelése, valamint a nemzetközi együttműködés segítése a kultúra, oktatás, tudomány és társadalmi élet területén, és mindezek által Lengyelország politikai, gazdasági és kulturális pozíciójának erősítése.
Világszerte 27 Lengyel Intézet működik, ebből 20 Európában – köztük Budapesten –, a többi New Yorkban, Tel-Avivban, Újdelhiben és Tokióban. Az intézetek a lengyel külügyminisztérium alá tartoznak, és számos helyen a lengyel nagykövetség részeként működnek. Az egyes intézetek tevékenységét Lengyelország helyi barátai és támogatói segítik, emellett az intézetek napi szintű együttműködésben vannak más országos kulturális intézményekkel, például a Lengyel Filmintézettel, A Fryderyk Chopin Intézettel és az Adam Mickiewicz Intézettel. Céljaik elérése érdekében nyilvános rendezvényeket szerveznek, gyakran elismert helyi kulturális intézményekkel együttműködésben.
A Lengyel Intézetek jellemzően hat-nyolcfős csapattal dolgoznak, melyek egy igazgatóból, egy Lengyelországból delegált alkalmazottból, két-három helyi nyelvismerettel és helyismerettel rendelkező fogadó országbeli szakértőből, valamint két támogató alkalmazottból állnak.

## A budapesti Lengyel Intézet

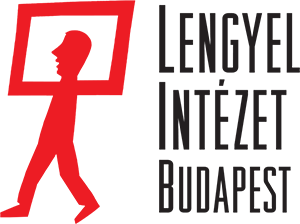
Lengyel Intézet Budapest

A budapesti Lengyel Intézet (lengyelül: Instytut Polski w Budapeszcie) egy 1934-es kulturális egyezmény nyomán 1939. május 24-én kezdte meg működését, másodikként a Lengyel Intézetek sorában, és első külföldi kulturális intézetként a magyar fővárosban. Az Intézet 1944-ig, Magyarország német megszállásáig háborítatlanul működött, és a lengyel emigráció szellemi életének egyik központja volt, valamint részt vett a lengyel menekültek segítésében is.
A második világháború után 1951-ben kezdte újra működését Lengyel Olvasóterem néven, majd egy évre rá nyelvtanfolyamokat is indított. 1964-ben a pesti belvárosba költözött, és Lengyel Tájékoztató és Kulturális Központ mélyítette el kulturális tevékenységét szimpóziumok, vitadélutánok, kiállítások, találkozók szervezésével. A központ mellett színjátszó kör és lengyel bolt is működött, mely utóbbi könyveket, zenei kiadványokat, kézműves termékeket árusított.
A rendszerváltás után kormányközi kulturális egyezmények erősítették meg a központ létét, mely 1994 óta ismét Lengyel Intézet néven működik. A lengyel bolt helyét a Platán Galéria, egy kortárs művészeti galéria vette át. Az Intézet többek között művészeti eseményeket szervez, kiadványok megjelenését támogatja, vásárokon és kiállításokon vesz részt, versenyeket és pályázatokat hirdet, valamint nyelvtanfolyamokat szervez.

## Lengyel Intézetek listája

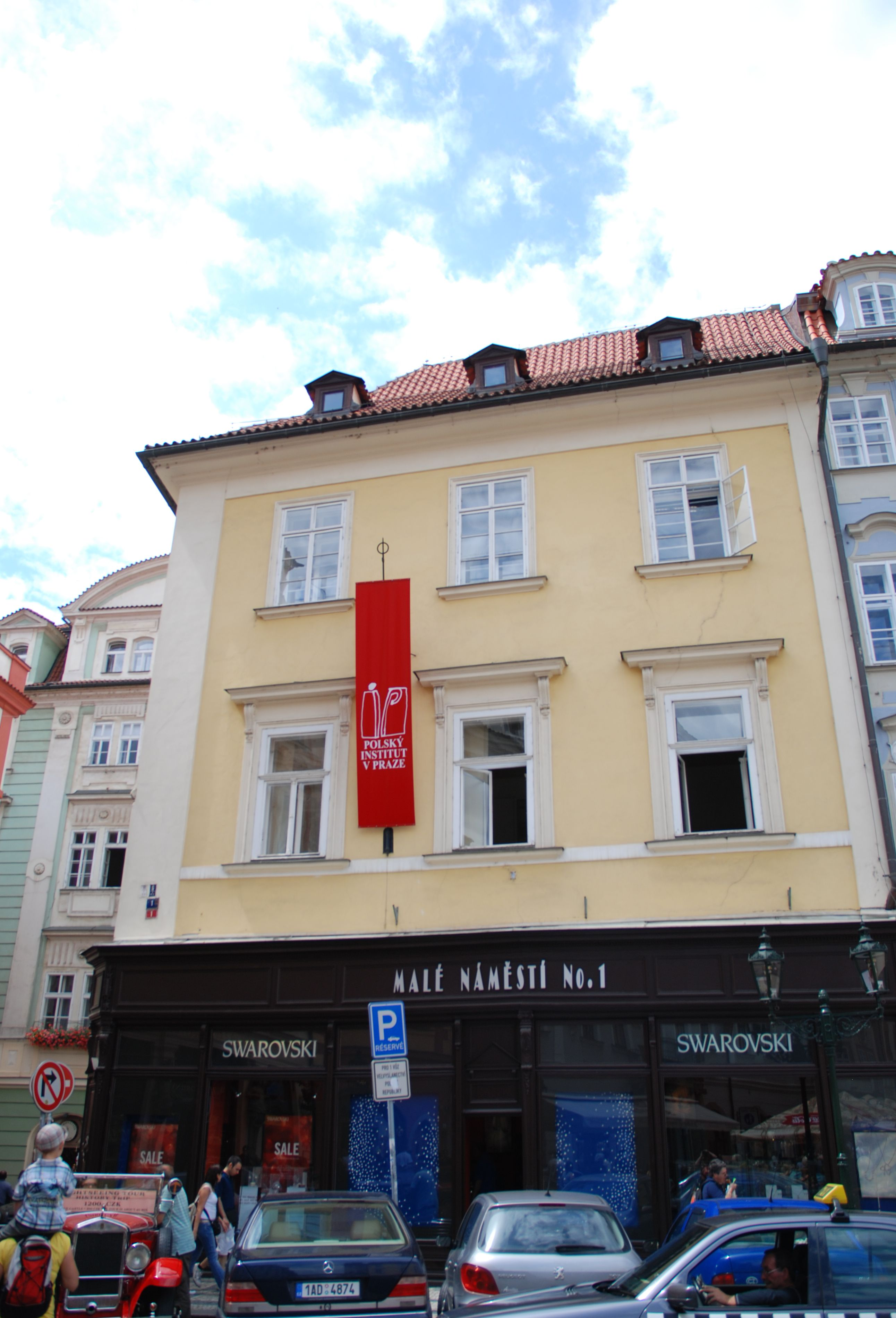
A prágai Lengyel Intézet

Jelenleg a következő városokban működnek Lengyel Intézetek:
| - Amerikai Egyesült Államok, New York - Ausztria, Bécs - Belgium, Brüsszel - Fehéroroszország, Minszk - Bulgária, Szófia - Csehország, Prága - Egyesült Királyság, London - Franciaország, Párizs - Grúzia, Tbiliszi | - India, Újdelhi - Izrael, Tel-Aviv - Japán, Tokió - Litvánia, Vilnius - Magyarország, Budapest - Németország, Berlin - Németország, Düsseldorf - Németország, Lipcse | - Olaszország, Róma - Oroszország, Moszkva - Oroszország, Szentpétervár - Románia, Bukarest - Spanyolország, Madrid - Svédország, Stockholm - Szlovákia, Pozsony - Ukrajna, Kijev |